# Socialistische Partij
Die Socialistische Partij (SP) (deutsch Sozialistische Partei) ist eine linksgerichtete politische Partei in den Niederlanden. Sie ist seit 1994 als Oppositionspartei in der Zweiten Kammer vertreten.
Sie hat ihre Wurzeln in der maoistischen Bewegung der 1970er Jahre. Seit den 1990er-Jahren steht sie für einen gemäßigten demokratischen Sozialismus, der nach den Leitsätzen der Partei auf den Werten „menschliche Würde, Gleichheit und Solidarität“ basiert. Die SP übt fundamentale Kritik am Kapitalismus und fordert eine generelle Demokratisierung der Gesellschaft, das Wirtschaftsleben eingeschlossen. Sie wird oft als linkspopulistisch eingeordnet. Seit Beginn der 2000er hat sich die SP weiter „sozialdemokratisiert“ und wird inzwischen bereits als klassisch sozialdemokratische Partei beschrieben, die die frühere Position der Partij van de Arbeid (PvdA) einnimmt bzw. sich als linkere Alternative zu dieser etabliert. Das populistische Element ist dagegen zurückgegangen.

## Geschichte

### Wurzeln
Die Grundlagen der SP wurden 1964 von dem Rohrleger Daan Monjé und Nico Schrevel gelegt, zwei Aktivisten der Communistische Partij van Nederland (CPN). Monjé hatte Kontakt zur chinesischen Botschaft in den Niederlanden und konnte die Volksrepublik bereisen, wo er Mitglied der Roten Garde Maos wurde. Inspiriert durch die Lehren Mao Zedongs hatten sie die Idee, in den Niederlanden ein Marxistisch-Leninistisches Zentrum zu gründen, das 1965 als Marxistisch-Leninistisch Centrum Nederland (MLCN) eingerichtet wurde.
Der niederländische Nachrichtendienst (damals Binnenlandse Veiligheidsdienst, BVD) trug dabei durch einen informellen Mitarbeiter zum Wachstum der Gruppe bei. Der BVD sah in der CPN eine Gefahr für die Demokratie und plante, durch Stärkung der Maoisten den Einfluss der CPN zu schwächen. Dieser informelle Mitarbeiter, Frits Hoekstra, war für die Errichtung fester Strukturen in Amsterdam verantwortlich und wurde sogar in den Parteivorstand gewählt. Er wurde 1968 enttarnt.
1970 spaltete sich das MLCN in die Kommunistische Einheitsbewegung Niederlande (KEN), deren Führung Monjé und Schrevel übernahmen, und die Marxistisch-Leninistische Partei der Niederlande (MLPN). Mithilfe eines heftigen und erfolgreichen Streiks der Rotterdamer Dockarbeiter gelangte die KEN schnell zu landesweiter Bekanntheit. Zuvor hatten sich Gewerkschaften und CPN geweigert, den Streikenden zur Seite zu stehen. Monjé, der in der neuen Partei keine offizielle Funktion innehatte, reiste erneut in die Volksrepublik China und erhielt 400.000 Gulden an Unterstützung. Ein Teil des Geldes wurde umgehend zum Kauf einer Druckerpresse verwendet.
Nachdem es zwischen ihm und Schrevel zum Streit gekommen war, verließ Monjé 1971 die KEN und gründete im Oktober desselben Jahres die „Kommunistiese Partij Nederland/Marxisties Leninisties“ (KPN), einen Vorläufer der SP. Thema des Streits, der zur Trennung geführt hatte, war die Rolle der Intellektuellen im kommunistischen Klassenkampf. Monjé, vor allem von einer Gruppe in Nimwegen unterstützt, war der Ansicht, dass Vorarbeiter oder Intellektuelle nicht die Avantgarde der Arbeiterklasse, sondern ihre Nachhut darstellten, woraus auch die Verpflichtung zu körperlicher Arbeit resultiere. Schrevel, unterstützt von der Gruppe in Tilburg, lehnte diese Verpflichtung ab.

### Die Anfangsjahre der SP
Die KPN wurde von Monjé sowie von Hans van Hooft sr. und Koos van Zomeren, die beide aus der Nimwegener Gruppe stammten, geleitet. Van Hooft wurde Parteivorsitzender und vertrat die Partei nach außen. Monjé erwies sich dabei in finanziellen Angelegenheiten geschickt und begabt. So wurden zum Beispiel Flugschriften nicht länger kostenlos verteilt, sondern verkauft. Schnell bildete sich ein fester Kreis von Abonnenten, der somit der Partei ein regelmäßiges Einkommen verschaffte. Der Satz: „een actie zichzelf moet bedruipen“ (= Eine Aktion muss sich selbst tragen) wurde zum Leitmotto der KPN. Zum Beispiel wurden Umstehende von Aktionen zu Spenden angehalten, ein Novum in der damaligen politischen Szene. Monje verfügte auch über finanzielle Reserven aus dem Betrag, den er 1970 in der Volksrepublik China erhalten hatte. Gerüchteweise verwahrte er dieses Geld im Eisfach seines Kühlschranks. Aufgrund der insgesamt guten finanziellen Situation konnte 1976 ein Gebäude in Rotterdam erworben werden, das heute noch als Parteizentrale dient.
Am 22. Oktober 1972 benannte sich die Partei in Socialistiese Partij (SP) um, was heute als Gründungstag der Partei gilt. Gründe für die Umbenennung waren, dass sich die Partei weniger fest auf eine bestimmte Ideologie festlegen wollte, auch zeigte sich, dass ein Name mit drei verschiedenen -ismen schwer verständlich blieb und eventuell Wähler aus der Arbeiterklasse verschreckte. Durch eine stärkere Hinwendung zu populären Themen und die Gründung mehrerer Vorfeldorganisationen (im Jargon: „Massenorganisationen“) wurde die SP bei weitem die erfolgreichste maoistische Gruppe in den Niederlanden. Gegen Ende der 1970 hatte sie bereits mehrere tausend Mitglieder. Die Massenorganisationen wurden eingerichtet, um das möglicherweise abschreckende Label „sozialistisch“, vor allem im konservativen Noord-Brabant, zu vermeiden. Die bedeutendste Mantelorganisation war die eigene Gewerkschaft: „Arbeidersmacht“.

### Entmaoisierung
Ab 1975 begann ein Prozess, den der Historiker Gerrit Voerman „Demaoïsatie“ (= Entmaoisierung) nennt. Mao wurde nicht länger als unfehlbarer Heiliger verehrt, sondern kritisch hinterfragt. In diesem Jahr kritisierte die SP erstmals die Volksrepublik, als sie gegenüber dem chinesischen Botschafter Missstände in der Außenpolitik anprangerte. Kritikpunkt war, dass China sich im chinesisch-sowjetischen Zerwürfnis öffentlich gegen die Sowjetunion stellte, statt die kapitalistische Welt zu kritisieren. Der herzliche Empfang, der Richard Nixon am 29. Februar 1972 in Peking zuteilwurde, war für die SP ein Schock. Als Mao die westlichen maoistischen Gruppen auch noch zur Unterstützung der NATO aufforderte, kam es zum Bruch.
In den 1980er Jahren sank der Einfluss Monjés innerhalb der Partei beständig. Das Zentrum der Partei hatte sich mittlerweile in die Industriestadt Oss verschoben, in der die Partei seit 1974 in den Gemeinderat gewählt worden war. Hauptverantwortlich für diesen Erfolg war der ehemalige Schweißer Jan Marijnissen. Nach dem Tod Monjés 1986 übernahm er das Tagesgeschäft der Partei. Anders als Schrevel oder Monjé war er kaum an der Theorie des Sozialismus interessiert. Der Begriff „maoistisch“ verschwand unter seiner Leitung vollständig aus dem Wortschatz der Partei. Ruud Koole zählte die SP schon 1985 in seinem Buch: Politieke partijen in Nederland (Politische Parteien der Niederlande) nur noch aus „historischen Gründen“ zu den kommunistischen Parteien.

### Gastarbeit und Kapital
Die SP veröffentlichte 1983 einen viel beachteten Report Gastarbeid en kapitaal (Gastarbeit und Kapital), in dem die Rolle von Gastarbeitern innerhalb des Klassenkampfes analysiert wurde. Der Bericht kam zu dem Schluss, dass Gastarbeiter sich in die niederländische Gesellschaft und Kultur integrieren müssten. Er verlangte von ihnen sogar, dass sie: „een waardevolle bijdrage leveren in de strijd die de arbeiders zullen moeten voeren tegen het kapitalistise systeem.“ (einen wertvollen Beitrag in dem Kampf zu leisten, den die Arbeiter gegen das kapitalistische System werden führen müssen). Jeder, der dazu nicht bereit sei, solle das Land verlassen, aber dafür eine Prämie von 75.000 NLG sowie einen Teil der eingezahlten Sozialversicherungsbeiträge zurückerhalten, um sich im Heimatland eine neue Existenz aufbauen zu können.
Die Broschüre löste einen Sturm der Entrüstung aus. Das frühere Parteiblatt der CPN, De Waarheid, beschuldigte die SP sich in die Nähe des rechtsradikalen Hans Janmaat gebracht zu haben. Andere Medien verwendeten den Terminus „Kryptofaschismus“ in Bezug auf die Schrift. Diese schlechte Presse konnte den Aufstieg der SP aber nicht bremsen. Jan Marijnissen zitierte diesen kritischen Report noch einmal 2001, nach dem Aufstieg Pim Fortuyns, in dem Sinne, dass die SP das „Integrationsproblem“ schon sehr früh erkannt habe.

### Landesweiter Aufschwung
1991 überarbeitete die Partei ihre Grundsätze und wandte sich vom Marxismus-Leninismus ab. Stattdessen wurden die Grundwerte der menschlichen Würde, Gleichheit der Menschen und Solidarität zu den neuen Leitsätzen. Intern wurde die Partei demokratischer, indem sie den Unterschied zwischen „steunleden“ (= Unterstützern) und Parteimitgliedern abschaffte. Nach diesem Schritt entwickelte sich die Partei nach Mitgliedern zur fünftgrößten Partei der Niederlande. Im März 1993 benannte sie sich in Socialistische Partij um, da die bisherige, an die Lautschrift angelehnte Schreibweise als überholt angesehen wurde.
Auch die Entwicklungen in anderen Parteien machten es der SP einfach, sich als die Arbeiterpartei der Niederlande zu profilieren. Die Partij van de Arbeid (PvdA) hatte sich unter Wim Kok immer mehr der Mitte zugewandt, die CPN beschäftigte sich stärker mit ökologischen Themen und entfernte sich von der Arbeiterklasse. So entstand ein linkes Vakuum, das die SP ausfüllen konnte.
Die SP konnte 1994 erstmals mit zwei Abgeordneten, Jan Marijnissen und Remi Poppe, in die Zweite Kammer einziehen. Die Wahlkampfparole lautete: „stem tegen, stem SP“ (Wähle dagegen, wähle SP). Nach den Wahlen am 6. Mai 1998 vergrößerte sich die Fraktion auf fünf Sitze, bei den Wahlen 2002 wurden neun Abgeordnete in die Kammer gewählt. Am 22. Januar 2003 konnte die SP erstmals keinen Stimmengewinn verzeichnen, behielt aber ihre neun Sitze und wurde durch Verluste der anderen Parteien zur drittstärksten Kraft. Bei dieser Wahl war der Slogan „stem vóór, stem SP“ (Wähle dafür, wähle SP), ein Versuch, das Dagegen-Image der Partei abzubauen. Bei den Wahlen zur Zweiten Kammer am 22. November 2006 erzielte die SP einen großen Erfolg, konnte ihre Sitze auf 25 vermehren und blieb drittstärkste Partei.

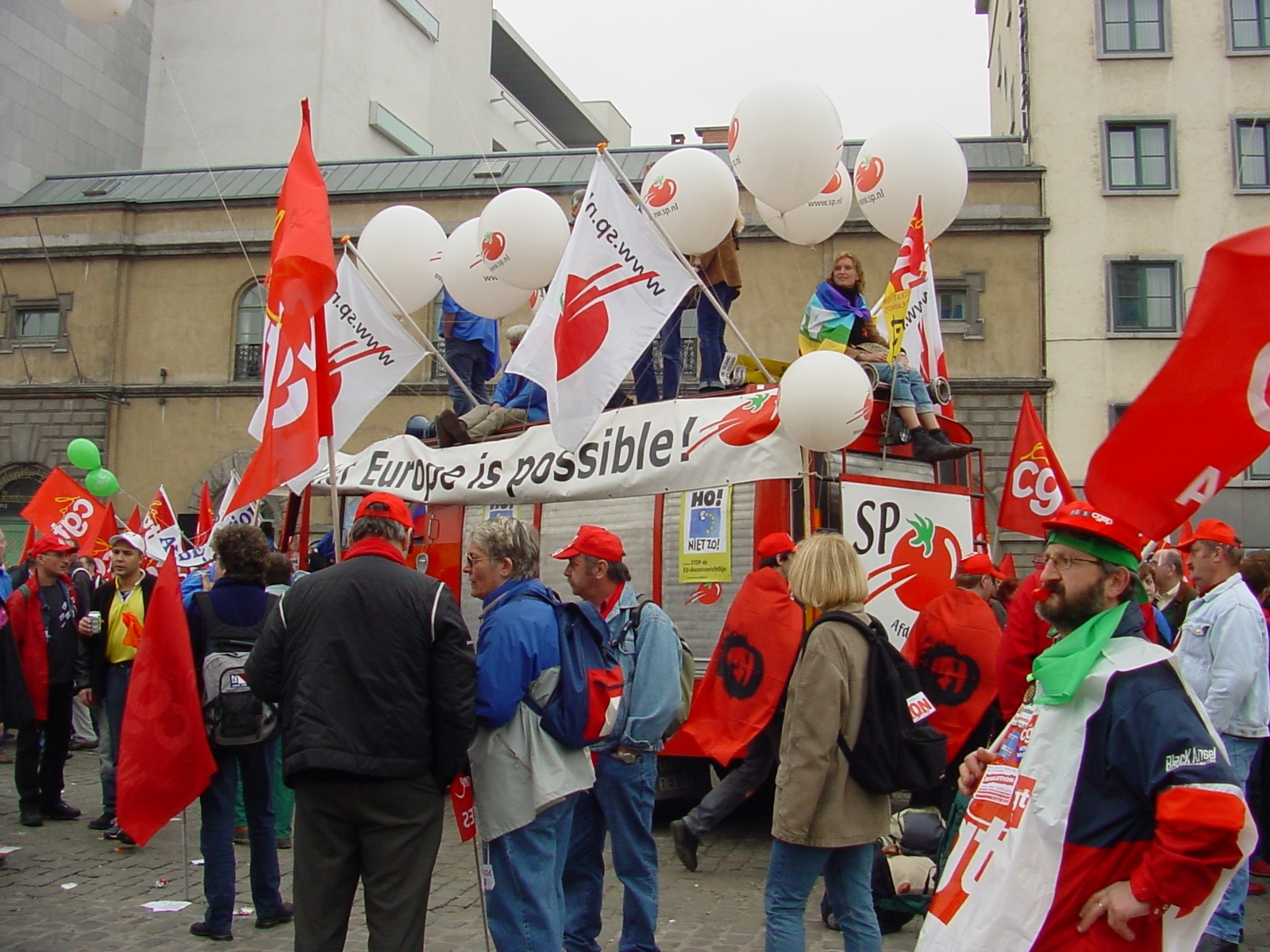
Mitglieder der SP bei einer Demonstration in Brüssel im März 2005

Die Mitgliederzahl der SP wuchs beständig und schnell: 2002 hatte sie noch 27.291 Mitglieder, am 4. Dezember 2003 waren es 43.000. Silvester 2004 waren es 44.299 und die Partei wurde nach Mitgliedern drittstärkste der Niederlande (zwischen 2003 und 2004 viertstärkste). Die 50.000-Marke wurde kurz nach den Wahlen im November 2006 durchbrochen. 2007 waren es über 52.000 SPler.
Nach dem Wandel, den Jan Marijnissen eingeleitet hatte, wurde die Partei für große Teile der traditionellen Linken interessant. So ist die Mitgliedsstruktur der SP heterogen und reicht von religiösen Sozialisten, Feministen, Altermondialisten, Gewerkschaftern, revolutionären Sozialisten bis zu Hausbesetzern.

### Konflikte und Wandel
Bei den Wahlen zur Zweiten Kammer 2003 hatte die SP neun Sitze gewonnen. Nachdem 2004 der Abgeordnete Ali Lazrak nach einem Konflikt mit Marijnissen aus der Fraktion ausgeschlossen wurde und fortan eine Einmann-Fraktion bildete, war die SP-Fraktion um ein Mandat geschwächt. Im September 2005 legte Piet de Ruiter aus gesundheitlichen Gründen sein Mandat in der Zweiten Kammer nieder. Sein Nachfolger wurde Ewout Irrgang, der bei der Wahl auf Listenplatz zwölf gestanden hatte.
Jan Marijnissen stand bei fast allen Wahlen, zu denen die SP in neuerer Zeit antrat (1989, 1994, 1998, 2002, 2003 und 2006), auf Listenplatz 1. Er war Präsident („Voorzitter“) und Parteichef, der SP, der Titel „Voorzitter“ ist aber innerhalb der SP ein Ehrentitel ohne Funktion. Das Tagesgeschäft wird vom Parteisekretär geführt. Marijnissen nahm lange Jahre innerhalb der Partei die Führungsrolle ein und galt als mitverantwortlich für den Erfolg der Partei. Zum Parteisekretär wurde 2005 der ehemalige Koordinator des XminY Solidariteitsfonds, Hans van Heijningen, gewählt.

## Gesellschaftsbild
In den Statuten der SP heißt es:
| Artikel 3: Doel en middelen 1. De vereniging stelt zich ten doel het verwezenlijken van een socialistische maatschappij in Nederland, een maatschappij waarin de menselijke waardigheid, de gelijkwaardigheid van mensen en de solidariteit tussen mensen daadwerkelijk gestalte krijgen. 2. De vereniging tracht het doel te bereiken door: - het organiseren van activiteiten onder primair de bevolking van Nederland, en secundair de bevolking van andere landen; - het deelnemen aan verkiezingen - door alle andere wettige middelen die aan het doel van de vereniging bevorderlijk kunnen zijn, een en ander in de ruimste zin van het woord. | (frei übersetzt) Artikel 3: Ziele und Wege 1. Unsere Vereinigung setzt sich zum Ziel, eine sozialistische Gesellschaft in den Niederlanden zu schaffen, eine Gesellschaft, in der die menschliche Würde, die Gleichheit der Menschen und die zwischenmenschliche Solidarität tatsächlich Gestalt annehmen. 2. Unsere Vereinigung versucht dieses Ziel zu erreichen: - indem sie Aktivitäten organisiert, die primär die Bewohner der Niederlande betreffen und sekundär die Bevölkerung anderer Staaten, - indem sie an Wahlen teilnimmt, - durch alle anderen legalen Mittel, die dem Ziel unserer Vereinigung förderlich sein können, und das im besten Sinne des Wortes. |

Zudem formuliert die SP die Vision, „den Menschen in seiner Gesamtheit“ sehen zu wollen (Heel de mens). Dieser Aspekt wurde erstmals 1999 vom Kongress der SP formuliert. Diese neuen Kernaspekte der Politik sind ein Bruch mit dem Handvest 2000, dem alten Grundsatzprogramm der SP. Dort werden noch klassische sozialistische Forderungen wie die Verstaatlichung der Produktionsgüter formuliert. Alte revolutionäre Konzepte wurden abgeschafft, und Leitbild ist nun eine „democratisering van de economie“ (= Demokratisierung der Wirtschaft). Das bedeutet letztlich, die Betriebe und Produktionsgüter in die Hände der Arbeitnehmer, und eventuell sogar der Konsumenten, zu überführen. Die SP steht damit immer noch klar links von der PvdA. Dennoch geht die Entwicklung hin zu der Vision einer linken Sozialdemokratie.
Die größte Befürchtung der SP ist eine Zweiteilung der Gesellschaft in Reiche und Arme, die auf den Gebieten Gesundheit, Pflege und Bildung nicht mehr partizipieren können.

## Programmatik
Die folgenden Aussagen beziehen sich auf das Wahlprogramm 2006.

### Wirtschafts- und Sozialpolitik
Das Schlüsselwort für die SP ist „soziale Sicherheit“. Aus diesem Grund soll der Zweite Arbeitsmarkt und der Niedriglohnsektor beschnitten werden – diese Arbeitsverhältnisse sollen in reguläre Arbeit umgewandelt werden, von denen die Arbeitnehmer auch leben können. Kleine Unternehmer sollen stärker gefördert und steuerlich begünstigt werden. Die Einkommen sollen stärker angeglichen werden, zum Beispiel durch Steuererhöhungen für Vielverdiener.

### Innenpolitik
Die SP glaubt, dass hinter Kriminalität immer menschliche Schicksale wie Armut oder Desorientierung stehen. Deswegen sei es nicht sinnvoll, harte Strafen für Kriminelle zu finden, sondern präventiv Armut zu bekämpfen und auf Schieflagen einzugehen. Eine präventive Kriminalisierung der Gesellschaft, wie zum Beispiel durch massive Videoüberwachung, lehnt die SP ab. Für Terroristen kennt allerdings auch die SP keine Gnade.

### Außenpolitik
Die SP sieht, dass die Europäische Union (EU) immer stärker an Bedeutung gewinnt. Damit geht auch ein Verlust an Souveränität für die Niederlande einher. Die SP empfindet einen von der EU aufgezwungenen Neoliberalismus, den sie ablehnt. Auch die Entwicklung der EU zu einer Militärmacht, an deren Auslandseinsätzen sich die Niederlande stets beteiligt haben, lehnt sie ab. Statt eines europäischen „Superstaats“ wünscht sie sich ein friedliches Nebeneinander, souveräner Völker, die ihre eigene kulturelle Identität leben können. Die SP war an der erfolgreichen Kampagne gegen den Vertrag über eine Verfassung für Europa beteiligt, die zu einer Ablehnung des Vertrags in den Niederlanden durch eine Volksabstimmung am 1. Juni 2005 führte.
Auch die NATO sieht die SP kritisch als eine „weltweit operierende aggressive Interventionsmacht“. Sie plante, zum 60-jährigen Bestehen der NATO im Jahr 2009 eine alternative Verteidigungsstrategie vorzustellen.
Darüber hinaus fordert die SP eine Stärkung der Vereinten Nationen und das Einhalten der Vorgabe, 0,7 % des Bruttonationaleinkommens für Entwicklungszusammenarbeit aufzuwenden.

## Außerparlamentarische Arbeit
Ein zentrales Standbein der SP ist die außerparlamentarische Arbeit, sie ist geradezu charakteristisch für die Partei. Formen davon sind vor allem kostenlose soziale Dienstleistungen, wie Hilfe für Sozialschwache beim Ausfüllen von Anträgen, Mitarbeit bei der Voedselbank (entspricht der deutschen „Tafel“ für Einkommensschwache) in Zusammenarbeit mit den Kirchen oder generelle Hilfe für alte und gebrechliche Menschen, aber auch andere Formen von Wohltätigkeit. Andere Formen der außerparlamentarischen Arbeit beziehen sich auf die Politik, wie Aktionen und Kampagnen zu aktuellen Themen, Demonstrationen, aber auch öffentliche Selbstkritik. Parlamentarier der SP müssen sich selbst auf der Straße zeigen, sonst haben sie keine Chance, ihr Amt zu behalten. Fast alle Parteimitglieder sind mit mindestens einer Form dieser Arbeit befasst oder arbeiten aktiv an der Weiterentwicklung des Parteiprogramms mit.
Der Historiker Voerman bezeichnete 1994 die Arbeitsweise der SP als populistisch. Er sieht eine starke Identifikation mit den einfachen Menschen, der Arbeiterklasse. Gründe dafür sieht er in den maoistischen Wurzeln der Partei. In Anlehnung an ein Mao zugeschriebenes Zitat („Der Revolutionär muss sich in den Volksmassen bewegen wie ein Fisch im Wasser.“) sagte Jan Marijnissen 1974: „Het gaat er niet om wat wij vinden, maar wat de mensen van ons willen“ („Es geht nicht darum, was wir denken, sondern darum, was die Menschen von uns wollen.“).

## Parteistruktur
Der Parteitag verabschiedet das Grundsatzprogramm, beschließt das Wahlprogramm und stellt Wahllisten auf.

### Parteirat
Höchstes Gremium zwischen den Parteitagen ist der Parteirat (partijraad), der mindestens viermal im Jahr tagt.
Die Parteirat besteht aus den Vorsitzenden der einzelnen SP-Abteilungen und dem Parteivorstand, der auch die Sitzungen des Rates leitet. Jeder Vertreter einer Abteilung hat Stimmrecht, normalerweise wird einfach abgestimmt und die Stimmen gezählt. Auf Antrag kann aber zu einer gewichteten Abstimmung übergegangen werden, in der jede Abteilung nur noch eine Stimme hat. Die Mitglieder des Parteivorstandes haben immer eine einzelne Stimme pro Person.

### Vorstand
Der Parteivorstand besteht aus fünf Mitgliedern mit besonderer Funktion (Leitung der Tagesgeschäfte), zehn einfachen Vorstandsmitgliedern, 21 Vorständen der Regionen und den Fraktionsvorsitzenden der Ersten Kammer, Zweiten Kammer und der Fraktion im Europäischen Parlament. Er trifft sich gewöhnlich einmal im Monat. Zu seinen Aufgaben gehört es, die Treffen des Parteirats und des Kongresses vorzubereiten und deren Beschlüsse umzusetzen. Er ist dem Parteirat Rechenschaft schuldig.

### Exekutivausschuss
Die täglichen Geschäfte führt ein Exekutivausschuss (dagelijks bestuur), der Teil des Parteivorstandes ist.
Er besteht neben Jan Marijnissen als Präsident aus Parteisekretär Hans van Heijningen, Schatzmeisterin Marga van Broekhoven, Abteilungssekretärin Rosita van Gijlswijk, Schulungssekretär Riet de Wit und Renske Leijten für die Jugendorganisation ROOD, jong in de SP.

### Wissenschaftliches Büro
Des Weiteren unterhält die SP ein wissenschaftliches Büro namens Wetenschappelijk Bureau van de SP. Es hat nur wenige Mitarbeiter, gibt aber regelmäßig die Publikation Spanning heraus, die für Funktionäre der Partei gratis ist, von anderen kostenpflichtig abonniert werden kann.

### Jugendorganisation

Logo der SP-Jugend.

2003 gründete sich die Jugendorganisation ROOD, jong in de SP. Die Gruppe hatte aber schon seit 1999 unter dem Namen jongereninitiatief in de SP existiert. Gegenwärtig hat sie etwa 1.800 Mitglieder. Nach Konflikten zwischen Partei und Jugendverband schloss die Partei ROOD 2021, nachdem sich ROOD gegen eine Regierungspartei der SP aussprach. Die Partei begründet den Ausschluss damit, dass ROOD sich orthodox-marxistisch entwickelt habe. ROOD (Langform: ROOD, socialistische jongeren) besteht als unabhängiger sozialistischer Jugendverband außerhalb der SP weiter.

## Abgeordnete der SP
Für Mitglieder der SP, die eine bezahlte Funktion aufgrund ihrer Parteimitgliedschaft innehaben, wie zum Beispiel Mitglieder des Parlaments, gelten strenge Regeln. Entspricht ihre Funktion einer Ganztagstelle, wie bei Mitgliedern der Zweiten Kammer oder Beigeordneten, fallen die Diäten an die Partei, die den Parlamentariern dann ein niederländisches Durchschnittsgehalt zahlt. Abgeordnete in Gemeinderäten, die nur eine Aufwandsentschädigung erhalten, geben diese ab und erhalten von der Partei 25 % der Aufwandsentschädigung zurück. Wenn dies aber tatsächliche Auslagen wie zum Beispiel Fahrtkosten nicht abdeckt, werden auch diese Mehrausgaben erstattet.

### Zweite Kammer
Bei der Wahl der Zweiten Kammer am 22. November 2023 waren fünf Kandidaten der Sozialistischen Partei erfolgreich:
- Jimmy Dijk (Fraktionsvorsitzender)
- Sandra Beckerman
- Sarah Dobbe
- Bart van Kent
- Michiel van Nispen

### Erste Kammer
1995 konnte die SP mit Jan de Wit erstmals einen Senator in die Erste Kammer der Generalstaaten, das Oberhaus des niederländischen Parlaments, entsenden. Seit der Wahl 2023 besteht die SP-Fraktion aus drei Abgeordneten:
- Rik Janssen, Fraktionsvorsitzender
- Lies van Aelst-den Uijl
- Bastiaan van Apeldoorn

### Europaparlament
Die SP konnte 2009 zwei Abgeordnete ins Europäische Parlament entsenden (1999 ein Mandat, 2004 zwei). Kartika Liotard trat jedoch 2010 aus der Partei aus, so dass fortan nur Dennis de Jong als Mitglied der Konföderalen Fraktion der Vereinigten Europäischen Linken (GUE/NGL) die SP in Brüssel und Straßburg vertrat. Von 2014 bis 2019 vertraten Dennis de Jong (EP-Delegationsleiter) und Anne-Marie Mineur die SP im Europäischen Parlament. Infolge starker Stimmenverluste bei der Europawahl 2019 ist die SP seither nicht mehr im Europäischen Parlament vertreten.

### Provinzparlamente

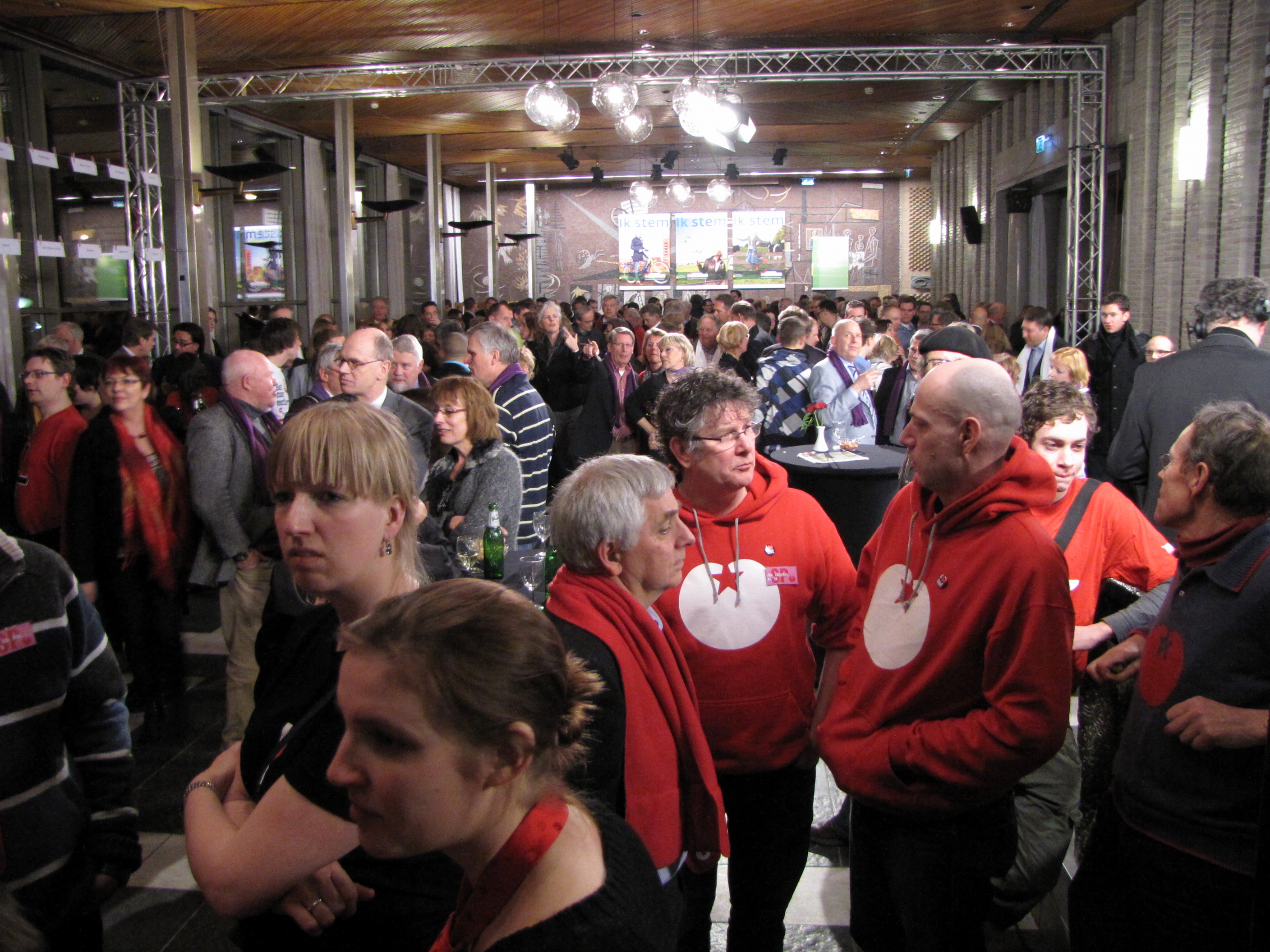
SP-Wahlparty im Provinciehuis Arnhem 2011.

Die SP ist in allen zwölf Provinzparlamenten (Provinciale Staten) vertreten. Die jüngste Wahl fand 2023 statt. 
| Provinz       | Sitze der SP | Sitze insgesamt |
| ------------- | ------------ | --------------- |
| Drenthe       | 2            | 43              |
| Flevoland     | 2            | 41              |
| Fryslân       | 1            | 43              |
| Gelderland    | 2            | 55              |
| Groningen     | 2            | 43              |
| Limburg       | 3            | 47              |
| Noord-Brabant | 4            | 55              |
| Noord-Holland | 2            | 55              |
| Overijssel    | 1            | 47              |
| Utrecht       | 1            | 49              |
| Zeeland       | 1            | 39              |
| Zuid-Holland  | 2            | 55              |
| Summe         | 23           | 572             |

### Kommunale Räte
Die Partei stellt 24 Beigeordnete in den Gemeinden Eindhoven, Groningen, Nimwegen, Haarlem, Zaanstad, Leiden, Oss, Hilversum, Schiedam, Doesburg, Wijk bij Duurstede, Boxmeer, Boxtel, Tilburg, Valkenburg, Vught, Pekela und Reiderland. In Menterwolde trat der SP-Beigeordnete Lian Veenstra im Juli 2006 zurück, nachdem es innerhalb der Fraktion zu Unstimmigkeiten bezüglich der Wahl des neuen Bürgermeisters gekommen war.
Darüber hinaus stellt die SP 345 Gemeinderatsmitglieder in 96 Gemeinden sowie 32 Räte in den Stadtteilräten in Amsterdam und Rotterdam. Die SP stellt keinen Bürgermeister in den Niederlanden.

## Wahlergebnisse

### Wahlen zur Zweiten Kammer
Angaben von Databank verkiezingsuitslagen.
| \| Jahr \| Spitzenkandidat \| Stimmen \| Prozent \| Sitze \| \| ---- \| ------------------ \| --------- \| ------- \| -------- \| \| 1977 \| Remi Poppe \| 24.420 \| 0,2 \| 0 / 150 \| \| 1981 \| Hans van Hooft sr. \| 30.357 \| 0,3 \| 0 / 150 \| \| 1982 \| Hans van Hooft sr. \| 44.690 \| 0,5 \| 0 / 150 \| \| 1986 \| Hans van Hooft sr. \| 31.983 \| 0,3 \| 0 / 150 \| \| 1989 \| Jan Marijnissen \| 38.789 \| 0,4 \| 0 / 150 \| \| 1994 \| Jan Marijnissen \| 118.738 \| 1,3 \| 2 / 150 \| \| 1998 \| Jan Marijnissen \| 303.703 \| 3,5 \| 5 / 150 \| \| 2002 \| Jan Marijnissen \| 560.447 \| 5,9 \| 9 / 150 \| \| 2003 \| Jan Marijnissen \| 609.723 \| 6,3 \| 9 / 150 \| \| 2006 \| Jan Marijnissen \| 1.624.349 \| 16,6 \| 25 / 150 \| \| 2010 \| Emile Roemer \| 924.977 \| 9,8 \| 15 / 150 \| \| 2012 \| Emile Roemer \| 909.853 \| 9,7 \| 15 / 150 \| \| 2017 \| Emile Roemer \| 955.633 \| 9,1 \| 14 / 150 \| \| 2021 \| Lilian Marijnissen \| 623.371 \| 6,0 \| 9 / 150 \| \| 2023 \| Lilian Marijnissen \| 328.225 \| 3,1 \| 5 / 150 \| |                    |           |         |          |
| Jahr | Spitzenkandidat    | Stimmen   | Prozent | Sitze    |
| 1977 | Remi Poppe         | 24.420    | 0,2     | 0 / 150  |
| 1981 | Hans van Hooft sr. | 30.357    | 0,3     | 0 / 150  |
| 1982 | Hans van Hooft sr. | 44.690    | 0,5     | 0 / 150  |
| 1986 | Hans van Hooft sr. | 31.983    | 0,3     | 0 / 150  |
| 1989 | Jan Marijnissen    | 38.789    | 0,4     | 0 / 150  |
| 1994 | Jan Marijnissen    | 118.738   | 1,3     | 2 / 150  |
| 1998 | Jan Marijnissen    | 303.703   | 3,5     | 5 / 150  |
| 2002 | Jan Marijnissen    | 560.447   | 5,9     | 9 / 150  |
| 2003 | Jan Marijnissen    | 609.723   | 6,3     | 9 / 150  |
| 2006 | Jan Marijnissen    | 1.624.349 | 16,6    | 25 / 150 |
| 2010 | Emile Roemer       | 924.977   | 9,8     | 15 / 150 |
| 2012 | Emile Roemer       | 909.853   | 9,7     | 15 / 150 |
| 2017 | Emile Roemer       | 955.633   | 9,1     | 14 / 150 |
| 2021 | Lilian Marijnissen | 623.371   | 6,0     | 9 / 150  |
| 2023 | Lilian Marijnissen | 328.225   | 3,1     | 5 / 150  |

### Hochburgen
Die Partei ist im Südosten der Niederlande besonders erfolgreich, beispielsweise in Oss, wo der frühere Parteivorsitzende Jan Marijnissen lebt. In Heerlen, Provinz Limburg, konnte die SP 2010 ihren höchsten Stimmanteil von 31,7 Prozent erringen. 2012 lag Boxmeer, Provinz Noord-Brabant, mit 31,6 Prozent an der Spitze. Den niedrigsten Stimmanteil erreicht die SP traditionell im sogenannten Bibelgürtel.

## Mitglieder

Entwicklung der Mitgliederzahl bis 2010

Nach Mitgliedern ist die SP derzeit die siebtgrößte Partei der Niederlande.
| Jahr | Mitgliederzahl |
| ---- | -------------- |
| 1992 | 15.122         |
| 1993 | 15.517         |
| 1994 | 15.978         |
| 1995 | 16.899         |
| 1996 | 17.056         |
| 1997 | 19.926         |
| 1998 | 21.975         |
| 1999 | 25.052         |
| 2000 | 26.198         |
| 2001 | 26.553         |
| 2002 | 27.291         |
| 2003 | 36.406         |
| 2004 | 43.389         |
| 2005 | 44.299         |
| 2006 | 44.853         |
| 2007 | 50.740         |
| 2008 | 50.328         |
| 2009 | 50.444         |
| 2010 | 46.507         |
| 2011 | 46.308         |
| 2012 | 44.186         |
| 2013 | 45.815         |
| 2014 | 44.242         |
| 2015 | 42.679         |
| 2016 | 41.710         |
| 2017 | 39.571         |
| 2018 | 36.465         |
| 2019 | 36.286         |
| 2020 | 32.196         |
| 2021 | 31.960         |
| 2022 | 32.496         |
| 2023 | 32.459         |
| 2024 | 30.914         |
| 2025 | 28.737         |

## Symbole
Bis 1976 verwendete die SP eine Reihe stilisierter Porträts von Marx, Engels, Lenin, Stalin und Mao. Dieses Bild fand sich als Schmuck auf der Titelseite der Tribune, dem Parteiblatt. Hammer und Sichel wurden wegen der Verbindung zum Sowjetkommunismus gar nicht, oder sehr selten, verwendet. Nach 1976 wurde eine stilisierte Rote Fahne als Symbol verwendet, bis 1994 die Tomate eingeführt wurde. Die Jugendorganisation ROOD verwendet seit 2006 einen kleinen roten Stern als Logo.

### Die Tomate
Seit 1994 verwendet die SP eine Tomate als Logo. Die Tomate soll ein Symbol für den Protest sein. Gleichzeitig wurde auch der Slogan: „stem tegen, stem SP“ (= Wähle Dagegen, Wähle SP) eingeführt. Daneben verwendete die Partei zur selben Zeit ein rotes Schild mit den Buchstaben SP; dieses Schild wurde aber stetig von der Tomate verdrängt. Diese entwickelte sich immer weiter: die Ansatzstelle des Fruchtstiels wurde immer weiter geneigt und die Tomate immer häufiger mit Streifen, die Bewegung symbolisieren sollten, versehen – so entsteht der Eindruck einer nach rechts geschleuderten Tomate.
Das Tomatenlogo wurde auf Promotionartikeln wie Postern oder T-Shirts regelmäßig auf blauem Untergrund gezeichnet. Im Jahr 2002 wurde der alte Slogan durch: „stem vóór, stem SP“ (= Wähle Dafür, Wähle SP) ersetzt. Dieser Schritt solle das Image der Partei von einer reinen Oppositionspartei hin zu einer Alternative, auch für eine Regierung, weiterentwickeln.
Seit 2006 arbeitet die SP mit der Designagentur Thonik zusammen. Dies führte zu einer radikalen Weiterentwicklung des SP Designs. Die fliegende Tomate wurde durch eine Variante mit einem Stern als Ansatzstelle ersetzt. Sie ist kaum noch als Tomate erkennbar. Das neue Logo ist insgesamt klarer und weniger verspielt, die Tomate ist kleiner und befindet sich rechts hinter dem Schriftzug, wo sie wie ein Punkt steht. Ziel der Änderungen war es, das Image der SP als Dagegen-Partei zu einer echten linken Alternative weiterzuentwickeln. Gleichzeitig wurde auch der Webauftritt der SP neu gestaltet. Für Schriftzüge, auch auf Postern oder Giveaways wie Kaffeebechern, wird nun die Schriftart Helvetica verwendet. Neue Hintergrundfarbe ist weiß. Insgesamt wird immer rote Schrift auf einem neutralen Hintergrund verwendet. Für die Kampagne der SP zur Wahl 2006 wurde Thonik mit dem niederländischen Design Prijs ausgezeichnet.

### SoeP-Express
Am 20. Oktober 2006 stellte der Osser Künstler Joep van Lieshout in Amsterdam einen Anhänger in Form einer gewaltigen Fleischtomate vor. Der SoeP-Express genannte Wagen besteht aus Polyester und enthält im Inneren eine kleine Küche. Hier wird eine Tomatensuppe nach einem Rezept von Johannes van Dam, einem niederländischen Restaurantkritiker, zubereitet. Die Suppe ist vegan, koscher und halāl. Sie wird in einer Kleinstfabrik produziert. Die SP kann den SoeP-Express zu Werbezwecken einsetzen.

## Parteizeitung
Das Parteiblatt der SP heißt Tribune und wird regelmäßig an alle Parteimitglieder verschickt. Die Bezeichnung ist an die gleichnamige Publikation der CPN, die bis 1935 erschien, angelehnt. Auch das Parteiblatt der KEN (Kommunistiese Eenheidsbeweging Nederland) hieß Rode Tribune. In den Anfangsjahren der SP wurde das Blatt verkauft und bildete eine regelmäßige Einnahmequelle.